# 俱盧之戰

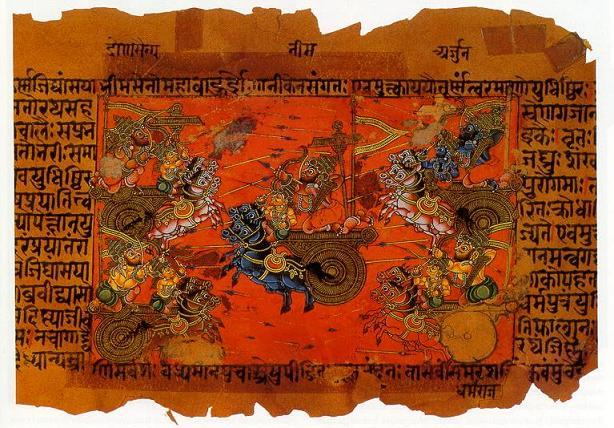
俱盧之戰圖

俱盧之戰（英語：Kurukshetra War 或 Mahabharata War）是俱盧族和般度族之間為爭奪俱盧國王位而發生的戰爭。據《摩訶婆羅多》記載，印度幾乎所有地區都參與這場戰爭；根據《摩訶婆羅多》和其他吠陀文獻記載，這是古印度吠陀時期規模最大的戰爭。 數十萬剎帝利戰士在這場戰爭中喪生，導致吠陀文化和文明衰落。 由於這場戰爭，印度失去許多剎帝利、知識和科學。從某種意義上說，正處於發展巔峰的吠陀文化和文明突然被毀滅。吠陀文明隨著這場戰爭而結束。史詩《摩訶婆羅多》中記載這場戰爭的故事，並一直流傳至今。 般度族據稱贏得最終勝利。